# The Loved One
The Loved One es el tercer disco sencillo del grupo australiano de rock INXS, publicado en 1981, sólo en Australia y Nueva Zelanda.
The Loved One es una versión del tema original compuesto por el grupo australiano The Loved Ones en 1966. INXS solía tocar esa canción en directo y terminaron haciendo esta versión. Como dato curioso cabe destacar que INXS hizo otra versión en 1987 que incluyeron en su álbum de éxito Kick.
El sencillo se publicó sólo en Australia y Nueva Zelanda por Deluxe Records en formato de 7 pulgadas. La versión no se incluyó en ningún álbum aunque posteriormente se incluyó en el recopilatorio INXSIVE de 1982.
The Loved One fue el primer sencillo en entrar en el Top 20 de las listas de éxito australianas y llegó al puesto 18 en ARIA.

## Formatos
En disco de vinilo
7 pulgadas marzo de 1981 Deluxe Records 103741  The Loved One
| Lado A |                 |          |  |
| N.º    | Título          | Duración |  |
| 1.     | «The Loved One» | 3:07     |  |

| Lado B |                   |          |  |
| N.º    | Título            | Duración |  |
| 1.     | «The Unloved One» | 3:54     |  |